# Schifflistickmaschine

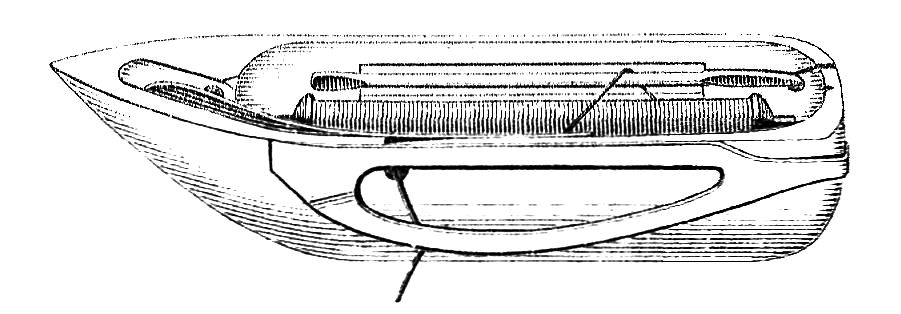
Stick- oder Nähschiffchen

Die Schifflistickmaschine oder auch Schiffchenstickmaschine ist eine besondere Konstruktion einer Stickmaschine. Sie wurde von Isaak Gröbli 1863 erfunden. Im Gegensatz zur bis zu jenem Zeitpunkt verbreiteten Handstickmaschine, bei der der Faden an einer doppelspitzigen Nadel ganz durch das Gewebe geführt wurde, verwendet die Schifflistickmaschine das gleiche Verfahren wie die kurz vorher erfundene Nähmaschine. Auf der Rückseite des Stoffes gibt es pro Nadel ein Schiffchen, das den Faden aufnimmt und beim nächsten Stich wieder zurückführt.

## Prinzip
Die meisten der Schifflistickverfahren verwenden einen zweiten Faden im Schiffchen, der als Unterfaden fungiert. Weil das Verfahren daher dem des Webens mit dem Weberschiffchen sehr ähnlich ist, hat es diesen Namen erhalten. Der Nadel- oder Oberfaden wird bei jedem Stich mit dem Unter- oder Schiffchenfaden verschlungen. Die Nadel auf der Vorderseite hat an ihrem vorderen Ende eine Öse, durch die der Oberfaden geführt ist. Beim Zurückgehen bildet sich dort eine Schlinge, durch die das Schiffchen oder Teile davon den Faden aufnimmt und um den Unterfaden herumführt. Eine Schiffchenstickmaschine enthält eine große Anzahl Nadeln und eine ebenso große Zahl an Schiffchen auf der gegenüberliegenden Seite des Stoffes. Die Nadeln sind auf der Vorderseite fest eingespannt. Bewegt wird, wie bei der Handstickmaschine, mittels Pantografen der vertikal eingespannte Stickboden und in geringem Masse die Schiffchen auf der Rückseite. Im Gegensatz zur Handstickmaschine werden die Nadeln jedoch nicht vollständig durch den Stoff bewegt.
Der Vorteil der mit zwei Fäden arbeitenden Schifflistickmaschine ist, dass deutlich längere Fäden als beim Handstickverfahren eingesetzt werden können. Muss bei der Handstickmaschine der Faden nach jedem Stich vollständig durch den Stoff gezogen werden, ist dies bei der Schifflistickmaschine nicht mehr notwendig, was die Arbeitsgeschwindigkeit deutlich erhöht. Durch die im Schiffchen sitzenden, verhältnismäßig großen Spulen kann auch länger ohne Pause gestickt werden.

## Geschichte
Die erste Schifflistickmaschine wurde 1863 von Isaak Gröbli erfunden. Er entwickelte bei Benninger in Uzwil einen Prototyp, um Interessenten für dieses System zu gewinnen. 1864 fand dann die Maschinenfabrik J. J. Rieter in Winterthur Interesse an der Erfindung und sicherte ihre Mitbeteiligung an der Weiterentwicklung zu. In den folgenden Jahren war Gröbli bei Rieter mit der Verbesserung der Maschine beschäftigt. Ab 1868 kamen die ersten Maschinen in Einsatz. Der Durchbruch gelang allerdings erst Anfang der 1870er-Jahre. 1875 wurden die ersten Maschinen ins Ausland geliefert, zunächst nach Glasgow, 1876 dann nach New York. Bis 1880 konnte Rieter über 300 Schifflistickmaschinen absetzen. Damals trat auch die Konkurrenz auf den Plan, in der Schweiz durch Saurer in Arbon und Martini in Frauenfeld. In Deutschland war es in Sachsen, dem wichtigsten Konkurrenzgebiet zur Textilindustrie in der Ostschweiz und der St. Galler Stickerei im Speziellen. Dort waren es die Maschinenfabriken J. C. & H. Dietrich in Plauen (später VOMAG) und die in Chemnitz ansässige Maschinenfabrik Kappel. Ihnen gelangen entscheidende Verbesserungen der Maschine, die bald auch in der Ostschweiz anzutreffen waren. Noch vor 1900 hatte Saurer den technologischen Anschluss wiedergefunden und konnte nun selber Schifflistickmaschinen in sehr großer Zahl verkaufen. 1910 waren in der Schweiz 4862 Schifflistickmaschinen in Betrieb, nicht eingerechnet die 757 Stickautomaten. Zum Vergleich: In jenem Jahr waren noch 15.671 Handstickmaschinen in Betrieb, ihr Bestand war aber seit 1890 deutlich im Rückgang.
Die Zeit zwischen 1890 und 1910 gilt als Hochblüte der St. Galler Stickerei. In dieser Zeit wurden auch viele Stickfabriken eröffnet, denn im Gegensatz zu den Handstickmaschinen waren diese teuer und nur mit entsprechendem Fremdkapital zu finanzieren. Entsprechend waren die meisten dieser neuen Maschinen in Fabriken untergebracht, im Unterschied noch zur Handstickerei, die vielerorts Heimarbeit war. Die Schifflistickmaschine legte den Grundstein zur vollständigen Mechanisierung der Stickerei. War vorher die Stickmaschine „nur“ ein Arbeitsgerät des Stickers, das sich genau an seine Bewegungen zu halten hatte und das er vollständig kontrollierte, so musste sich jetzt der Sticker dem Takt der Maschine anpassen. Das war mit ein Grund, weshalb die sehr selbstbewussten Sticker sehr ungern auf die neue Technologie umsattelten.
1898 gelingt Joseph Arnold Gröbli (1850–1939), dem ältesten Sohn von Isaak Gröbli die Entwicklung des Stickautomaten. Bei ihm wurde der Pantograph durch ein Lochkartenband ersetzt, also dem Sticker die Aufgabe, das Muster möglichst gekonnt auf das Tuch zu übertragen abgenommen. Damit war die Mechanisierung der Stickerei komplett und der Niedergang der Heimstickerei endgültig besiegelt. Nur noch ganz wenige Handstickapparate für besondere Zwecke blieben erhalten – vor allem weil das Vorbereiten der Lochstreifen für kleine Serien zu aufwendig war.
Fast alle heute noch verwendeten Stickmaschinen sind Schifflistickautomaten. Sie verwenden heute natürlich aber vorwiegend eine direkte digitale Steuerung durch Computer statt Lochkarten.
Die Arbeitsweise historischer Schifflistickmaschinen kann heute in verschiedenen Stickereimuseen studiert werden. Die gesamte technische Entwicklung der Hand- und Schifflistickmaschine wird mittels funktionstüchtiger Maschinen vor allem in der Schaustickerei Plauen gezeigt.